# ساست
ساست یک منطقه مسکونی افغانستان است که در ولایت بدخشان واقع شده است. این روستا در دالان واخان جای دارد.